# رود تراویانکا
رود تراویانکا (روسی: Травянка) یک رودخانه در سرزمین پرم کشور روسیه است.